# Belki
Belki (Russisch: белки) of belogorje (белогорье) is in Zuid-Siberië de benaming voor een aantal bergtoppen, met name in de Altaj (zoals de Katoenskieje Belki) en de Oostelijke Sajan (zoals de Agoelskieje Belki, Manskoje Belogorje en Kanskoje Belogorje). De naam betekent "witte bergen" en vormt de benaming voor Zuid-Siberische bergtoppen die boven de boomgrens uitsteken en de hele zomer of een groot deel ervan bedekt zijn met sneeuw.
Hiernaast bestaat er ook het begrip goltsy (гольцы) dat slaat op ronde of afgeplatte bergtoppen in Siberië, die ook boven de boomgrens uitsteken en waar nauwelijks nog begroeiing is. In tegenstelling tot belogorja en belki zijn ze zomers echter meestal wel vrij van sneeuw. Voorbeelden hiervan zijn de Toenka-Goltsy en de Kitoj-Goltsy in de Oostelijke Sajan.